# Scleria dulungensis
Scleria dulungensis är en halvgräsart som beskrevs av Pei Chun Qiong Li. Scleria dulungensis ingår i släktet Scleria och familjen halvgräs. Inga underarter finns listade i Catalogue of Life.